# Марттелин, Мартти
Мартти Бертиль Марттелин (фин. Martti Bertil Marttelin; 18 июня 1897, Нумми, Нюландская губерния — 1 марта 1940, Бурная, Ленинградская область) — финский легкоатлет, призёр Олимпийских игр.
В 1928 году на Олимпийских играх в Амстердаме завоевал бронзовую медаль в марафоне.
Погиб во время советско-финской войны в боях у реки Бурная.